# Municipio de Ridgefield
El municipio de Ridgefield (en inglés: Ridgefield Township) es un municipio ubicado en el condado de Huron en el estado estadounidense de Ohio. En el año 2010 tenía una población de 2329 habitantes y una densidad poblacional de 35,07 personas por km².

## Geografía
El municipio de Ridgefield se encuentra ubicado en las coordenadas 41°16′20″N 82°40′42″O / 41.27222, -82.67833. Según la Oficina del Censo de los Estados Unidos, el municipio tiene una superficie total de 66.41 km², de la cual 65,99 km² corresponden a tierra firme y (0,63 %) 0,42 km² es agua.

## Demografía
Según el censo de 2010, había 2329 personas residiendo en el municipio de Ridgefield. La densidad de población era de 35,07 hab./km². De los 2329 habitantes, el municipio de Ridgefield estaba compuesto por el 97,17 % blancos, el 0,13 % eran afroamericanos, el 0,09 % eran amerindios, el 0,64 % eran de otras razas y el 1,98 % eran de una mezcla de razas. Del total de la población el 2,32 % eran hispanos o latinos de cualquier raza.